# Афанасьєв Олександр Гаврилович
Олександр Гаврилович Афана́сьєв (дати народження і смерті невідомі) — російський гравер на міді першої половини XIX століття.

## З життєпису
Впродовж 1816—1862 років працював у Москві. З 1827 року був членом Московського товариства історії та старожитностей російських. У 1827, 1828, 1838 і 1840 роках гравував дошки для друкування антимінсів. Працював для Московської синодальної друкарні, Московського університету, виконував замовлення Києво-Печерської лаври, журналу «Московський телеграф». Впродовж 1840—1850 років утримував у Москві металографічну майстерню. Серед робіт:
- гравюри до книги «Описання Києво-Печерської лаври» (1826);
- плани Києва 1638 року Атанасія Кальнофойського (1838, перевів на мідь);
- 7 гравюр до «Опису Києво-Софійського собору».

портрети
- генерала від кавалерії Олександра Тормасова, з присвятою йому від гравера;
- Олександра Писарєва під час перебування його попечителем Московського університету (близько 1823 року);
- M. В. Сипягіної, разом із зображенням пам'ятника їй в місті Єлизаветині (1824).